# Per von Bonsdorff
Per Adolf von Bonsdorff, född den 13 augusti 1896 i Helsingfors, död den 7 december 1946, var en finländsk friherre, aktiv i Jägarrörelsen. Han var son till Hjalmar Gabriel von Bonsdorff.